# Microrreator

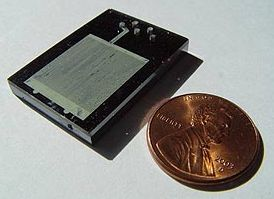
Reator químico diminuto confecionado com a técnica da microfabricação

Um microrreator é um reator químico de pequenas dimensões.
Os microrreatores estão ainda em fase de investigação e desenvolvimento. A teoria mostra que estes reatores podem usados com vantagem para reações perigosas, reações não lineares exotérmicas em que podem ocorrer pontos quentes, e em testes clínicos portáteis.
Os microreatores podem ser combinados em paralelo para produzir grandes quantidades de produto. No entanto, como a reação ocorre em contentores fechados o perigo de um reagente ou produto se libertar está limitado. Como a razão área de contacto/volume é alta, o calor de reação dissipa-se rapidamente e os pontos quentes são evitados.